# Экономика Никарагуа
Экономика Никарагуа сосредоточена главным образом на сельском хозяйстве и лёгкой промышленности. Никарагуа является одной из беднейших стран Латинской Америки и имеет один из самых низких показателей ВВП на душу населения в регионе ($1913/чел. в 2019).
Одной из причин отставания в экономическом развитии являются последствия экономического эмбарго и разрушения в ходе продолжительной гражданской войны с 1980 по 1990 годы.

## История
Завоевание территории страны конкистадорами началось в 1522 году, в 1523 году эти земли были включены в состав испанских колоний: первоначально как аудиенсия Санто-Доминго, с 1539 года — как часть аудиенсии Панама и с 1573 года — как часть генерал-капитанства Гватемала.
В XVI веке складывается крупное феодальное землевладение испанских помещиков и креолов с широким использованием феодальных методов эксплуатации (таких, как энкомьенда и пеонаж) и методов внеэкономического принуждения. С конца XVI века основой экономики стало плантационное земледелие, главным образом — ориентированное на экспорт производство кофе, какао и кукурузы.
В начале XVII века начинается ввоз и использование на плантациях, лесозаготовках и в добывающей промышленности труда негров — рабов.
К началу XIX века в Никарагуа складывается многоукладная система экономики, начинается развитие капиталистических отношений (связанное с развитием внешней торговли и частичным переходом к использованию наёмного труда на крупных латифундиях).
На рубеже 1840-х — 1850-х годов, и особенно после заключения в 1850 году между Великобританией и США «договора Клейтона — Булвера» начинается интенсивное проникновение в Никарагуа иностранного, прежде всего — американского капитала.
В период с 1867 по 1893 годы власть находилась в руках консерваторов, которые выражали интересы крупных землевладельцев (до 1870-х годов наиболее влиятельными были скотоводы, впоследствии — производители кофе).
В последующем, с 1893 по 1909 год президент Х. С. Селая осуществил ряд прогрессивных реформ (отделил церковь от государства, активизировал строительство железных дорог). В 1909 году, с целью уменьшить зависимость страны от США он сделал крупный заём в Англии, однако консерваторы подняли вооружённый мятеж, и он был вынужден прекратить преобразования и сложить свои полномочия.

### Экономика Никарагуа в первой половине XX века
С начала XX века страна фактически превратилась в колонию США, её экономика была подчинена интересам крупных американских корпораций и кредитно-финансовых институтов. Хотя в 1912 году госсекретарь США Ф. Нокс заявил, что правительство США «не жаждет овладеть ни одним дюймом территории к югу от Рио Гранде», в период с 1912 до 1925 года и с 1926 по 1933 год Никарагуа была оккупирована войсками США. В 1913 году США заставили Никарагуа подписать договор об аренде на 99 лет двух стратегических островов Корн, о создании американской военной базы в заливе Фонсека и о предоставлении «навеки» США права на постройку канала через территорию Никарагуа.
Мировой экономический кризис 1929—1933 годов серьёзно обострил проблемы экономики Никарагуа (в частности, в условиях снижения цен на экспортные товары, объём экспорта в 1929—1932 сократился на 62 %), в 1927—1934 годы под руководством генерала А. Сандино шла национально-освободительная война.
После убийства А. Сандино в феврале 1934 года в стране была установлена диктатура семейства Сомоса.
Одним из следствий социально-политических катаклизмов начала 1930-х годов в латиноамериканских странах стало заметное ослабление политического влияния старых латифундистских олигархий при укреплении позиций торговой и промышленной буржуазии. Кроме того, мировой экономический кризис 1920-х-1930-х годов заложил основу диверсификация международных связей стран Латинской Америки. Поскольку активность в регионе американских компаний в кризисные годы существенно сократилась (инвестиции и товарооборот уменьшились в несколько раз), приблизительно с 1933—1934 гг. этим попытались воспользоваться европейские державы — прежде всего, Германия, а также Япония.
С 1930 года в структуре импорта происходит увеличение доли японских товаров (в основном, текстиль), а с 1935 года — промтоваров из Германии.
С учётом укрепления позиций новых политических сил в регионе и роста недовольства традиционными методами проведения американской политики, в 1930-е годы начался пересмотр приоритетов США в Латинской Америке. Новая линия была связана с именем президента США Ф. Д. Рузвельта и получила наименование «политики доброго соседа».
После начала Второй мировой войны влияние европейского капитала на экономику Никарагуа существенно уменьшилось, а влияние США — напротив, начало все более возрастать. 8 декабря 1941 Никарагуа присоединилась к странам Антигитлеровской коалиции, после чего германская собственность на территории страны (46 кофейных плантаций и 51 скотоводческое хозяйство) была конфискована. Никарагуанское торговое судно «Bluefields» использовалось для транспортировки грузов (15 июля 1942 года шедшее в составе конвоя KS-520 судно было атаковано немецкой подлодкой U-576 и затонуло в 30 милях от мыса Гаттерас).
В 1956 году между США и Никарагуа был заключён договор о сотрудничестве (Friendship, Commerce, and Navigation Treaty).
В 1960 году Сальвадор, Гватемала, Гондурас, Коста-Рика и Никарагуа подписали соглашение о создании организации «Центральноамериканский общий рынок» с целью ускорить экономическое развитие путём объединения материальных и финансовых ресурсов, устранения торгово-таможенных ограничений и координации экономической политики.
В 1961—1974 Никарагуа была получателем экономической помощи от правительства США по программе «Союз ради прогресса» (в дальнейшем, получение экономической помощи продолжилось по линии Постоянной исполнительной комиссии Межамериканского экономического и социального совета, USAID и др.).

### Экономика Никарагуа перед началом и в период гражданской войны (1970—1979)
По состоянию на 1971 год, Никарагуа являлась экономически отсталой аграрной страной, специализировавшейся в основном на производстве экспортных сельскохозяйственных культур. При остром «земельном голоде» (60 % всей обрабатываемой земли принадлежало 5 % крупнейших хозяйств размером свыше 150 га — в это же время, 51 % малоземельных крестьянских хозяйств обрабатывали 3 % обрабатываемых земель) в сельском хозяйстве были широко распространены различные формы аренды. В промышленности до 60 % предприятий работало на привозном сырьё. Важные позиции в экономике занимал иностранный капитал. В 1976 году в стране действовали 78 иностранных компаний (в том числе 67 американских, объём капиталовложений которых составлял 160 млн долларов). Семейство Сомоса контролировало до 40 % национальной экономики (в том числе, 15 % национальной промышленности, 20 % с.-х. производства и 60 % строительных фирм), в собственности клана находилось до 18 млн га (20 % от общей площади) обрабатываемых земель сельскохозяйственного назначения.
По состоянию на 1973 год, валовой национальный продукт составлял 7809 млн кордобас (1 доллар США = 7,2 кордобас). Основой экономики являлось сельское хозяйство (27,2 % ВНП) и связанные с ним лесозаготовки и лесные промыслы, а также торговля и сфера услуг (21 % ВНП), в меньшей степени обрабатывающая промышленность (17,2 % ВНП), транспорт и связь (5,6 %), строительство (3,4 %), и добыча полезных ископаемых (0,5 %).
В 1971—1975 годы сельскохозяйственное производство обеспечивало большую часть доходов от внешней торговли, основными товарами являлись хлопок (120 тыс. га посевных площадей, ежегодный валовой сбор 105—147 тыс. тонн хлопкового волокна и 225—266 тыс. тонн хлопкового семени; 22,2 % от стоимости экспорта), в меньшей степени кофе (ежегодный валовой сбор 35-42 тыс. т., 15,7 % от стоимости экспорта), мясо и мясопродукты (15,4 % от стоимости экспорта), тростниковый сахар (ежегодный валовой сбор 2,6 млн тонн, 6,2 % от стоимости экспорта), а также бананы, кунжут (ежегодный валовой сбор 5 тыс. т.), ананасы, древесина ценных пород (красное дерево, палисандр, бакаут, бальса), лангусты и креветки. Для внутреннего употребления выращивали кукурузу, фасоль, рис, фрукты и овощи, какао, табак.
По состоянию на 1977 год, валовой национальный продукт составлял 2241 млн долларов США. Основой экономики являлось сельское хозяйство (23 % ВНП) и связанные с ним лесозаготовки и лесные промыслы, а также торговля и сфера услуг (24 % ВНП), в меньшей степени обрабатывающая промышленность (19 % ВНП), транспорт и связь (6 %) и строительство (5 %).
Промышленность была развита слабо и представлена главным образом предприятиями по переработке сельскохозяйственного сырья; мелкими предприятиями пищевой, текстильной, швейной, обувной и бумажной промышленности.
Ведение «внутренней войны» вело к росту внешней и внутренней задолженности страны. По состоянию на 31 декабря 1971 года внешний долг страны составлял 225 млн долларов, в декабре 1972 года — 306,1 млн долларов. Однако в 1973—1975 годах в частных иностранных банках правительством Сомосы было получено кредитов ещё на 254,3 млн долларов.
Последовательно увеличивался дефицит бюджета: 36,5 млн долларов в 1973 году, 83,3 млн долларов — в 1974 году; 91,9 млн долларов — в 1975 году; 72,8 млн долларов в 1976 году… Возрастала инфляция: в 1976 году она составила 13 %; за 1977 год — 35 % (поскольку в феврале 1977 года правительство Сомосы провозгласило «политику свободных цен»). При этом, зарплаты остались «замороженными» (и даже сократились на 3 %). В целом, за 1970—1978 годы нетто-задолженность Никарагуа увеличилась с 146 млн до 916 млн долларов.
Начало всеобщего вооружённого восстания летом 1978 года фактически парализовало национальную экономику. Только к декабрю 1978 года в ходе боевых действий было разрушено и уничтожено 30 заводов и 616 коммерческих предприятий.

### Экономика Никарагуа после Сандинистской революции (1979—1990)
На момент прекращения боевых действий в июле 1979 года из строя было выведено до 80 % объектов национальной экономики, прямой ущерб от военных действий составил около 480 млн долларов, а сумма внешнего долга страны достигла 1,5 млрд долларов (при том, что в сейфах Центрального банка оставалось не более 3,5 млн долларов).
Правительство национальной реконструкции объявило о конфискации собственности семейства Сомоса (декрет № 3 от 20 июля 1979 года) и переходе к смешанному типу экономики, предусматривавшей государственную, кооперативную и частную собственность на средства производства. К 16 ноября 1979 года национализация собственности семейства Сомоса была завершена, часть земель была передана крестьянам, тем самым снизив «земельный голод» в стране.
26 июля 1979 года были национализированы частные банки и горнорудная промышленность. Была также проведена национализация энергетики, транспортных предприятий и установлен государственный контроль над внешней торговлей (в результате, доля государственного сектора в экономике достигла 35-40 % ВВП). Многое было сделано для улучшения положения населения и развития социальной сферы: улучшения условий и оплаты труда, жилищного строительства, ликвидации неграмотности, сокращения безработицы.
Руководство СФНО объявило, что во внешней политике страна намерена соблюдать нейтралитет, но не станет отказываться от торговли и взаимовыгодного сотрудничества с другими странами - в том числе, с социалистическими странами. В июле 1979 года были восстановлены дипломатические отношения с Кубой (разорванные после Кубинской революции), установлены дипломатические отношения с Боливией, НРБ, СФРЮ, в августе 1979 года - с Мальтой, ПНР, ГДР, КНДР, в сентябре 1979 года - с СРВ и СРР, в октябре 1979 года - с СССР, ВНР, МНР, в ноябре 1979 года - с Албанией. В начале сентября 1979 года на 6-й конференции глав государств и правительств неприсоединившихся стран Никарагуа была принята членом движения неприсоединения. В ноябре 1979 года было подписано первое соглашение с социалистическим государством (соглашение о сотрудничестве в области экономики, здравоохранения и образования с ГДР).
По итогам 1979 года важнейшими сельскохозяйственными культурами являлись хлопчатник (собрано 109 тыс. т.) и кофе (собрано 53 тыс. т.)
В январе 1980 года правительством была принята «Чрезвычайная программа по восстановлению экономики на 1980—1981 годы».
В марте 1980 года в Москве между Никарагуа и СССР были подписаны торговое соглашение и соглашение о технико-экономическом, культурном и научном сотрудничестве (в результате, товарооборот с СССР существенно увеличился: в 1980 году — 5,6 млн. рублей; в 1981 году — 10,4 млн рублей; в 1982 году — 42,5 млн рублей). 5 мая 1982 года между странами было подписано соглашение о дальнейшем развитии экономического и технического сотрудничества.
В это же время строятся новые промышленные предприятия (в частности, при помощи кубинских специалистов в городе Типитапа был построен сахарный завод), начинается подготовка к строительству ГЭС.
В ноябре 1982 года был принят закон о пенсиях.
В первые годы правительству удалось добиться успехов в восстановлении и развитии хозяйства: после спада 1978—1979 гг., в 1980 году ВВП Никарагуа увеличился на 10,7 %, в 1981 году — ещё на 8,7 %. Безработица была снижена с 40 % в 1979 г. до 17 % в 1980 году. Инфляция уменьшилась с 80 % в 1979 г. до 10,5 % в 1980 г. и 24 % в 1981 г. В 1981 году в Никарагуа был собран рекордный в истории страны урожай кофе — 1370 тыс. квинталов (1 квинтал — 46 кг). В дальнейшем, ведение войны против «контрас» потребовало перевести экономику страны на «военные рельсы», рост расходов на оборону в сочетании с ухудшением конъюнктуры на мировых рынках привели к тому, что в 1982 году ВВП Никарагуа сократился на 2,3 % (однако в 1983 году вновь увеличился на 5 %).
По состоянию на начало 1988 года, государственный сектор экономики Никарагуа («сектор народной собственности») обеспечивал производство 45 % объёма промышленной и 22 % сельскохозяйственной продукции.

### Аграрная реформа
В июле 1981 года был принят закон о проведении аграрной реформы (декрет № 782 от 19 июля 1981 года), о экспроприации плохо используемых или пустующих земельных участков площадью свыше 350 га на Тихоокеанском побережье и свыше 1000 га — в иных районах страны.
В сентябре 1981 года был принят закон о сельскохозяйственных кооперативах.
В результате, к 1986 году удельный вес крупных частных хозяйств площадью свыше 350 га в общей структуре землевладения снизился до 11 % (с 36 % в 1978 году), «раскулачено» оказалось около 490 собственников, при этом около 88 тысяч крестьянских семей значительно улучшили своё положение. Но при этом, потребовалось обеспечить необходимые условия для около 50 тыс. беженцев, которые перебрались из зоны боевых действий в другие районы страны.
Так, для индейцев из племени мискито, переселившихся из приграничных деревень в зоне боевых действий в районе Рио-Коко было построено пять крупных поселений в «Особом районе № 1» — посёлок Сумобила на 3 тыс. жителей и ещё 4 деревни.

### «Экономическая война» США против Никарагуа (1980—1990)
В августе 1979 года правительство США подписало соглашение с Никарагуа о получении кредита в размере 75 млн долларов, однако уже в начале 1980 года правительство США заявило о прекращении финансовой помощи и свёртывании всех форм экономического и торгового сотрудничества с Никарагуа. В январе 1980 года администрация президента Дж. Картера отказалась предоставить выплаты по кредиту на 1980 год (в размере 9,5 млн долларов) и 1981 год (в размере 15 млн долларов), на получение которых ранее была достигнута договорённость, а также выплатить оставшиеся неиспользованными средства по ранее заключённым кредитам и займам. Одновременно был «заморожен» ранее предоставленный Никарагуа целевой кредит на закупку 10 тыс. тонн американской пшеницы (в этот момент в стране оставался месячный запас зерна).
В это же время правительство США стало оказывать давление на иные страны и международные организации с целью убедить их отказаться от предоставления экономической и финансовой помощи Никарагуа.
В апреле 1981 года была сокращена на 90 % квота на импорт никарагуанского сахара.
В ноябре 1982 года в столице и нескольких других городах страны в значительном количестве появились фальшивые доллары. В январе 1983 года президент Центрального банка страны Энрике Фигероа выступил с заявлением, что распространение фальшивых банкнот является составной частью плана, разработанного ЦРУ США для дестабилизации экономики страны.
Составной частью комплексной программы по разрушению экономики Никарагуа, разработанной экспертами ЦРУ США, являлось создание дефицита топлива и электрической энергии — эмбарго на поставку нефтепродуктов в страну; диверсии, минирование, обстрелы и прямые атаки на объекты топливно-энергетического комплекса (нефтеперерабатывающий завод и трубопроводы, заправочные станции и склады ГСМ); минирование портов и прибрежных вод, угрозы атаковать и топить танкеры иностранных государств в территориальных водах Никарагуа.
В октябре 1983 года в стране была введена 5-дневная рабочая неделя.
18 октября 1983 года американская нефтяная компания «Esso» объявила о том, что принадлежащие ей танкеры не станут перевозить нефтепродукты и нефть для Никарагуа из Мексики, которая в это время являлась основным поставщиком сырой нефти для нефтеперерабатывающей промышленности Никарагуа.
В 1983—1984 годы диверсанты «контрас» при поддержке американских спецслужб приступили к минированию портов и акватории Никарагуа. Несмотря на предпринятые попытки скрыть причастность к этой операции ЦРУ и правительства США, было установлено, что в ходе минирования применялись мины американского производства (хотя и не имевшие маркировки).
1 мая 1985 года президент США объявил о начале экономической блокады Никарагуа (блокада продолжалась до мая 1990 года).
Решение о блокаде вызвало отрицательную реакцию со стороны многих стран мира (в том числе, стран Латинской Америки, Европы, СССР и социалистических государств), международных организаций и общественности:
- в мае 1985 года, немедленно после объявления о блокаде, ЕЭС приняло решение увеличить вдвое объём экономической помощи «для стран Центральной Америки, включая Никарагуа» и объявило, что готово рассмотреть «особые условия предоставления помощи»[30]
- Швеция приняла решение о оказании политической и экономической помощи Никарагуа[31]. В августе 1987 года правительство Швеции заключило соглашение о расширении сотрудничества с Никарагуа в области науки, техники, промышленности и животноводства[32];
- Мексика сообщила, что продолжит поставки нефти в Никарагуа на льготных условиях[33];
- Австрия предоставила для Никарагуа кредит[34];
- Норвегия приняла решение о расширении экономической помощи Никарагуа[35];
- Франция сообщила о том, что продолжит политическую и экономическую помощь Никарагуа[35];
- Испания и Финляндия сообщили, что не присоединятся к экономической блокаде Никарагуа[35];
- в октябре 1985 года было подписано торговое соглашение с Ливией[36];
- в декабре 1985 года правительство Гайаны заключило соглашение о экономическом, научно-техническом сотрудничестве с Никарагуа[36];
- СССР увеличил товарооборот с Никарагуа, предоставил кредиты (к 1 ноября 1989 года, общая сумма задолженности Никарагуа составила 917,3 млн рублей, в том числе основной долг — 837,6 млн рублей)[37], а в 1989 году бесплатно предоставил продовольственную помощь (в объёме 25 тыс. тонн риса и 25 тыс. тонн пшеницы[38]).

В целом, ни одна страна мира не присоединилась к блокаде Никарагуа, объявленной правительством США, а за отмену санкций выступали даже противники сандинистского правительства.
С целью поддержать правительство Никарагуа, в страну приехали тысячи гражданских добровольцев из других стран, которые участвовали в ремонтно-восстановительных и иных работах (по состоянию на октябрь 1986 года, только из ФРГ приехали около 1000 чел.). Ряд иностранных добровольцев были убиты «контрас».
Немецкий исследователь Вольфганг Дитрих отмечал, что: «прекращение финансовой помощи и постепенный переход к экономической блокаде представляли собой весьма эффективные инструменты развязанной США войны против Никарагуа, которая должна была показать нежизнеспособность „коммунистической экономической модели“ в международном плане. Между тем, в 1980 году „социалистическая“ Никарагуа обеспечила темпы прироста ВВП в размере 8,1 %, в 1981 году — в размере 10,9 %, начавшаяся в 1982 году агрессия привела к падению темпов прироста ВВП до минус 3 %, но здесь надо учитывать и другие факторы — снижение мировых цен на некоторые экспортные товары и стихийные бедствия. Для сравнения, „капиталистический“ Сальвадор в те же годы испытал падение темпов прироста ВВП (минус 9,6 %; минус 9,5 % и минус 1,5 %), несмотря на финансовую и экономическую помощь со стороны США».

### Кризис конца 1980-х годов
К маю 1987 года правительство Никарагуа было вынуждено ввести карточную систему для распределения среди населения помощи продуктами питания и товарами первой необходимости через государственные магазины: каждый месяц владелец карточки мог приобрести 1 фунт фасоли, 3 фунта риса, 4 фунта сахара, 2,5 кварты растительного масла и 1 брусок мыла по специальной низкой цене (например, мыло продавали по цене 43 кордобы, когда на рынке оно стоило 1100 кордоб).
22—23 октября 1988 года ураган «Джоан» причинил значительные разрушения, что отрицательно сказалось на состоянии экономики страны.

### 1990—2007 годы
Правительство Чаморро восстановило дипломатические отношения с Тайванем (после чего дипломатические и торгово-экономические отношения с КНР были прекращены), взяло курс на проведение неолиберальных реформ и привлечение в страну иностранных инвестиций, и неоднократно обращалось к США и иным странам с просьбой предоставить денежные средства.
В апреле 1990 года Испания приняла решение предоставить стране помощь в размере 60 млн долларов, основную часть которой (около 41 млн долларов) составляли целевые кредиты на приобретение автобусов, продуктов питания, помощь беженцам, восстановление ирригационных систем.
Только в период после победы на президентских выборах 25 февраля 1990 года Виолетты Чаморро до 4 ноября 1992 года США перечислили правительству Никарагуа свыше 600 млн долларов в качестве экономической помощи «с целью преобразования экономики страны в рыночную экономику». Перечисление денежных средств сопровождалось политическими требованиями: так, американский сенатор Дж. Хелмс заблокировал перечисление 116 млн долларов и потребовал от правительства Чаморро «возвратить никарагуанским и американским владельцам» собственность, национализированную после победы Сандинистской революции в 1979 году, провести расследование обстоятельств смерти 217 «контрас» и вывести из состава правительства страны «сандинистов». После 31 августа 1992 года правительство Чаморро начало выполнять требования США — вывело «сандинистов» из состава правительства, создало комиссии по расследованию гибели «контрас» и рассмотрения исков о реституции собственности, но деньги перечислены не были. В октябре 1992 года правительство Чаморро объявило о повышении налога с продаж с 10 до 15 % и увеличении на 15 % тарифов на электроэнергию и телефонную связь. В декабре 1992 года президент США Дж. Буш распорядился выделить по программе экономической помощи Никарагуа 54 млн долларов, а в начале апреля 1993 года было выделено ещё 50 млн долларов. Как пояснил спикер Белого Дома, «правительство Чаморро выполнило действия, на которых настаивало правительство США». 17 июля 1993 года США выделили Никарагуа ещё 204 млн. долларов.
Кроме того, по официальным данным министерства иностранных дел Японии, в период с 1991 до окончания 1999 года Япония оказала Никарагуа экономическую помощь на сумму свыше 56 млрд. японских иен.
В ноябре 1998 года Межамериканский банк развития выделил Никарагуа кредит в 48,6 млн. долларов. Позднее было установлено, что часть денежных средств была похищена политическим руководством (так, в 2002 году политик Х. А. Алеман и 13 его родственников были признаны виновными в хищении 100 млн. долларов США).
В 1990-е годы в стране было практически свёрнуто производство хлопка.
В 1999 году в стране была создана «свободная экономическая зона» («Zona de Comercio Justo»).
По состоянию на 2000 год, ВВП страны составлял 2,1 млрд долларов США (430 $ на душу населения), объём внешнего долга — 7,0 млрд долларов (при этом, объём иностранных инвестиций составлял только 0,25 млрд долларов).
Основой экономики вновь стало сельское хозяйство (15 % ВВП), в котором было занято до 50 % трудоспособного населения. Основными экспортными товарами являлись кофе, хлопок, сахар, бананы, древесина (в том числе, ценных пород) и золото. Импортировались машины и оборудование, топливо, химикаты, а также потребительские товары и продукты питания.
В период с 1990 по 2000 годы темпы прироста национальной экономики составили в среднем 3,5 % в год, однако в дальнейшем, в период с 2001 по 2007 год снизились до 1,3 % в год.
В 2006 году было подписано Соглашение о свободной торговле с США и Центральной Америкой.

## Современное состояние
По состоянию на 2007 год, валовой внутренний продукт страны составлял 21,7 млрд долларов США (в пересчёте на душу населения — 4100 долларов на человека). Объём внешней задолженности составлял 3,703 млрд долларов (70 % ВВП).
В январе 2007 года президентом стал Даниэль Ортега и экономическая политика правительства изменилась. 23 февраля 2007 года Никарагуа вступила в Боливарианский Альянс для народов нашей Америки (ALBA).
В сентябре 2007 года ураган «Феликс» нанёс значительный ущерб экономике страны (716,31 млн долларов, по оценке Экономической комиссии ООН для Латинской Америки и Карибского бассейна), были разрушены 9 тыс. домов в ряде населённых пунктов на Атлантическом побережье, порывы ветра свалили 1600 тыс. гектаров леса (10,7 млн кубометров деловой древесины), уничтожили посевы сельхозкультур.
В октябре 2007 года правительство страны подписало соглашение с Международным валютным фондом о сотрудничестве в рамках трёхлетней программы «Poverty Reduction and Growth Facility», в соответствии с которой в обмен на получение займа приняло обязательства провести преобразования в экономике страны, налогообложении и внутренней политике.
В 2007 году инфляция составила 16,88 %, в 2008 году — 13,37 %. Начавшийся в 2008 году мировой экономический кризис осложнил положение в экономике страны, а в марте 2009 года в Мексике началась эпидемия «свиного гриппа» (в дальнейшем распространившаяся и на территорию Никарагуа — что потребовало ввести противоэпидемические ограничения), но после рецессии 2009 года экономика восстановилась и росла в среднем по 5% в год до 2018 года, когда ВВП Никарагуа сократился на 4,0%.
1 марта 2013 года Никарагуа осуществила первые платежи в региональной валюте сукре.
В ноябре 2016 года территория Никарагуа пострадала от урагана «Отто». 20 октября 2017 года Никарагуа подписала Парижское соглашение по климату (и приняла на себя обязательства по сокращению объемов выброса углекислого газа в атмосферу).
Несмотря на требования США «не развивать отношений с Ираном», в августе 2019 года на переговорах между Никарагуа и Ираном было принято решение о развитии торгово-экономических отношений (в том числе, на основе бартера).
Начавшаяся в начале 2020 года эпидемия коронавируса COVID-19, распространившаяся на Никарагуа, а также ураганы «Эта» и «Йота» (и вызванные ими проливные дожди, наводнения и оползни) нанесли ущерб экономике страны.
10 декабря 2021 года Никарагуа восстановила разорванные в 1990 году дипломатические отношения с КНР, 13 января 2022 года был подписан меморандум о сотрудничестве Никарагуа с проектом "Один пояс и один путь", а 31 августа 2023 года - соглашение о свободной торговле между Никарагуа и КНР, способствовавшее развитию отношений и увеличению товарооборота с КНР. 20 декабря 2023 года отношения между Никарагуа и КНР были повышены до уровня стратегического партнёрства.
3 апреля 2025 года президент США Дональд Трамп ввёл тарифы против 185 стран мира (в том числе, против Никарагуа). Таможенные пошлины на товары из Никарагуа с 9 апреля 2025 года повышены на 18%.

### Сельское,лесное хозяйствоирыболовство
Основой экономики Никарагуа по-прежнему остаётся сельское хозяйство. Основными товарами на экспорт являются тростниковый сахар, цитрусовые (в 2007 году — почти 77 тыс. т.), кофе, бананы и табак. Основными пищевыми культурами являются фасоль, рис и кукуруза. Основными отраслями животноводства являются скотоводство и свиноводство.
Постепенно развивается пчеловодство, но оно имеет сравнительно небольшое значение (в 2020 году производство мёда составило 575 тонн).
В период с начала 1980-х годов до конца 2000-х годов ситуацию в сельском хозяйстве существенно осложняло наличие в стране значительных по протяжённости участков заминированной местности, которые вывели из хозяйственного оборота большие площади земель сельскохозяйственного назначения. В общей сложности, во время войны с «контрас» правительственная армия оборудовала 991 минное поле в районах вдоль границы с Гондурасом, на которых в 1980—1989 годы было установлено 136 тыс. мин. Разминирование местности началось в 1989 году, и к началу сентября 2005 года было разминировано 85,2 % территории страны. К этому времени сапёрами было полностью разминировано 864 минных поля, обезврежено 125,5 тыс. мин, установленных правительственными силами, а также 10,3 тыс. минно-взрывных устройств, установленных «контрас», неразорвавшихся артиллерийских и миномётных боеприпасов и иных взрывоопасных предметов. Полностью работы по разминированию территории страны были завершены лишь в середине 2010 года.

### Промышленность
Никарагуа бедна разведанными полезными ископаемыми. Добываются поваренная соль, золото и серебро (ранее добывали медь). Обрабатывающая промышленность основана на переработке сельскохозяйственного сырья и пищевой промышленности. Имеется также нефтеперерабатывающая промышленность.

### Энергетика
Основная часть электроэнергии производится на мазутных и дизельных ТЭС. Тем не менее, в департаменте Чинандега существуют две ГЭС, общей установленной мощностью 98 МВт, в департаменте Ривас — две ветроэлектростанции совокупной мощностью в 80 МВт, на вершине вулкана Момотомбо с 1980-х гг. существует ГеоЭС, ещё одна небольшая ГеоЭС функционирует в районе Сан-Хасинто-Тисате.

### Транспорт
Автодороги
- в 1988 году общая протяжённость автомобильных дорог страны составляла 25 тыс. км (из них, с твёрдым покрытием — 14,4 тыс. км)[74]
- парк грузовых автомашин: 5,5 тыс. (1960), 9,5 тыс. (1965), 22,7 тыс. (1975), 27,7 тыс. (1980), 25,8 тыс. (1985)[75]

Железные дороги
Строительство первой железной дороги было начато в 1881 году, движение открыто в 1882 году, однако отдельные железнодорожные линии не были связаны в единую сеть. В 1994 году железнодорожное сообщение в стране прекращено.
Воздушный транспорт Никарагуа
Первый аэродром был построен в Лас-Мерседес, в 2007 году имелось 11 аэропортов и аэродромов с твёрдым покрытием.
Водный транспорт Никарагуа
- морские порты: Блуфилдс, Коринто, Пуэрто-Сандино и Пуэрто-Кабесас